# Liperi
Liperi (Libelits in svedese) è un comune finlandese di 11962 abitanti, situato nella regione della Carelia Settentrionale.